# Gertrude Harris Boatwright Claytor
Gertrude Harris Boatwright Claytor (ur. 1 października 1888, Staunton, zm. 21 sierpnia 1973, Salem) – poetka amerykańska.

## Życiorys
Gertrude Harris Boatwright Claytor urodziła się w miejscowości Staunton w hrabstwie Augusta w stanie Wirginia. Jej rodzicami byli James Sampson Boatwright i Gertrude Floyd Harris Boatwright. Poślubiła Williama Grahama Claytora (1886–1971), który był inżynierem i pracował dla przedsiębiorstwa Roanoke Railway and Electric Company, później przemianowanego na Appalachian Electric Power Company. Małżonkowie mieli pięciu synów, w tym Williama Grahama Claytora, Juniora (1912–1994).

## Twórczość
Gertrude Harris Boatwright Claytor opublikowała dwa tomiki poetyckie, Sunday in Virginia and Other Poems (1951) i Mirage at Midnight and Other Poems (1960).